# Buck Rogers: Planet of Zoom
Buck Rogers: Planet of Zoom (Zoom 909 au Japon) est un jeu d'arcade de shoot 'em up de type rail shooter  développé et édité Sega en 1982. Le joueur contrôle un vaisseau spatial dans une vue à la troisième personne,qui doit détruire les vaisseaux ennemis et éviter les obstacles. Le jeu est notable pour sa pseudo-3D rapide et ses sprite détaillés. Par la suite, le jeu influence le succès de Sega en 1985, Space Harrier, qui a influencé à son tour Nintendo sur Star Wing en 1993,,,,,.
Le jeu est porté sur diverses plates-formes de jeu à domicile, sur console Atari 2600, Atari 5200, Atari XE, ColecoVision, Coleco Adam, Intellivision, MSX et SG-1000, et sur ordinateurs personnels Commodore VIC-20, Commodore 64, Texas Instruments TI-99/4A, Apple II, ZX Spectrum et IBM PC.